# Skoki do wody na Letnich Igrzyskach Olimpijskich 2024 – trampolina 3 m synchronicznie mężczyzn
Konkurs mężczyzn w synchronicznych skokach do wody z trampoliny 3 m podczas XXXIII Letnich Igrzysk Olimpijskich w Paryżu odbył się w dniu 2 sierpnia 2024. Do rywalizacji przystąpiło 16 sportowców z 8 krajów. Areną zawodów było Olimpijskie Centrum Wodne w Saint-Denis. Mistrzami olimpijskimi zostali Chińczycy Wang Zongyuan i Long Daoyi, wicemistrzami Meksykanie Osmar Olvera i Juan Celaya, a brąz zdobyli Brytyjczycy Anthony Harding i Jack Laugher.
Był to VII olimpijski konkurs synchronicznych skoków do wody z trampoliny 3 m mężczyzn.

## Terminarz
godziny zostały podane w czasie CEST
| Data            | Godzina | Runda |
| --------------- | ------- | ----- |
| 2 sierpnia 2024 | 11:00   | Finał |

## System rozgrywek
Konkurs składał się z jednej rundy, w której zawodnicy mieli do oddania sześć skoków, po jednym z każdej z pięciu grup:
- skok w przód
- skok w tył
- delfin
- auerbach
- śruba

Szósty skok mógł pochodzić z dowolnej grupy
Pozycja była ustalona według sumy ocen za wszystkie 6 skoków.

## Wyniki
| Pozycja | Zawodnicy                             | Państwo           | Finał  | Finał  | Finał  | Finał  | Finał  | Finał  | Finał        | Finał |
| Pozycja | Zawodnicy                             | Państwo           | Skok 1 | Skok 2 | Skok 3 | Skok 4 | Skok 5 | Skok 6 | Suma punktów |       |
| ------- | ------------------------------------- | ----------------- | ------ | ------ | ------ | ------ | ------ | ------ | ------------ | ----- |
| złoto   | Wang Zongyuan Long Daoyi              | Chiny             | 54.60  | 52.80  | 79.56  | 77.70  | 85.68  | 95.76  | 446.10       |       |
| srebro  | Osmar Olvera Juan Celaya              | Meksyk            | 49.80  | 46.80  | 82.62  | 85.69  | 84.36  | 94.77  | 444.03       |       |
| brąz    | Anthony Harding Jack Laugher          | Wielka Brytania   | 49.80  | 49.20  | 82.62  | 76.50  | 85.41  | 94.62  | 438.15       |       |
| 4       | Giovanni Tocci Lorenzo Marsaglia      | Włochy            | 50.40  | 48.00  | 73.47  | 82.62  | 74.46  | 74.10  | 403.05       |       |
| 5       | Jules Bouyer Alexis Jandard           | Francja           | 47.40  | 47.40  | 69.36  | 60.42  | 77.52  | 67.20  | 369.30       |       |
| 6       | Adrian Abadia Nicolas Garcia Boissier | Hiszpania         | 47.40  | 45.00  | 64.80  | 69.75  | 72.45  | 62.22  | 361.62       |       |
| 7       | Danyło Konowałow Ołeh Kołodij         | Ukraina           | 47.40  | 43.80  | 58.14  | 67.89  | 62.70  | 68.34  | 348.27       |       |
| 8       | Tyler Downs Greg Duncan               | Stany Zjednoczone | 49.80  | 48.60  | 37.74  | 72.42  | 64.05  | 73.47  | 346.08       |       |